# فيبي سنو
فيبي سنو (بالإنجليزية: Phoebe Snow)‏ هي ملحنة وعازفة قيثارة ومغنية مؤلفة وكاتبة غنائية ومغنية أمريكية، ولدت في 17 يوليو 1950 في نيويورك في الولايات المتحدة، وتوفيت في 26 أبريل 2011 في إديسون ‏ في الولايات المتحدة بسبب نزف مخي.

## وصلات خارجية
- فيبي سنو على موقع IMDb (الإنجليزية)
- فيبي سنو على موقع روتن توميتوز (الإنجليزية)
- فيبي سنو على موقع ميوزك برينز (الإنجليزية)
- فيبي سنو على موقع إن إن دي بي (الإنجليزية)
- فيبي سنو على موقع أول ميوزيك (الإنجليزية)
- فيبي سنو على موقع ديسكوغز (الإنجليزية)
- فيبي سنو على موقع قاعدة بيانات الفيلم (الإنجليزية)